# Ludwig Durek
Ludwig Durek (Vienna, 27 gennaio 1921 – 14 aprile 2000) è stato un calciatore e allenatore di calcio austriaco, di ruolo attaccante.

## Carriera

### Club
Durek ha vestito la maglia del Fußball Club Wien tra il 1937 e il 1946,  vincendo il titolo austriaco nella stagione 1941-1942. Ha poi militato nello Sturm Graz fino al 1956, ricoprendo anche il ruolo di allenatore della squadra nel 1950 e dal 1958 al 1960.

### Nazionale
Giocò con la Germania dal 1940 al 1942, totalizzando sei presenze e due reti (entrambe contro la Slovacchia). Terminata la seconda guerra mondiale giocò due incontri con la maglia della Nazionale austriaca; venne anche convocato per i Giochi di Londra 1948, ma non disputò alcuna partita. Durek è uno dei 28 giocatori austriaci che hanno militato nella nazionale tedesca dopo l'Anschluss del 1938; è tra i 20 che vestirono anche la maglia della nazionale austriaca.

## Palmarès
- Campionato austriaco: 1

F.C. Wien: 1941-1942